# Robert Guthrie
Robert Guthrie (28 de junho de 1916 — 24 de junho de 1995) foi um médico e microbiólogo norte-americano, introdutor dos testes de triagem neonatal de erros inatos do metabolismo.

## O teste de Guthrie
Em 1961 Guthrie propõs a realização de um teste para a verificação, em testes laboratoriais, da ocorrência, nos recém-nascidos, da deficiência de hidroxilase de fenilalanina - o que provoca danos irreversíveis no desenvolvimento mental do indivíduo (vide: Oligofrenia) por meio de um teste que consistia na coleta, em papel-filtro, de amostra de sangue dos vasos capilares do calcanhar e que, tratada desde os primeiros dias de vida do bebê, possibilita o desenvolvimento sadio e uma vida normal a criança, desde que o paciente siga uma dieta pobre em proteínas e rigorosamente controlada por médicos e nutricionistas.
Paulatinamente adotado nos Estados Unidos, foi finalmente recomendado pela Organização Mundial de Saúde a partir de 1968 e adotado a partir de então pelos países, sendo legalmente obrigatório nalguns deles, como o Brasil.